# Sommières-du-Clain
Sommières-du-Clain is een gemeente in het Franse departement Vienne (regio Nouvelle-Aquitaine) en telt 738 inwoners (2004). De plaats maakt deel uit van het arrondissement Montmorillon.

## Geografie
De oppervlakte van Sommières-du-Clain bedraagt 26,5 km², de bevolkingsdichtheid is 27,8 inwoners per km².
De onderstaande kaart toont de ligging van Sommières-du-Clain met de belangrijkste infrastructuur en aangrenzende gemeenten.

## Demografie
Onderstaande figuur toont het verloop van het inwonertal (bron: INSEE-tellingen).